# Tiribazos
Tiribazos o Teribazos (en llatí Tiribazus, en grec antic Τιρίβαζος, Τηρίβαζος) era un sàtrapa persa considerat molt proper al rei Artaxerxes II de Pèrsia. Segons Xenofont, quan hi era, ningú més no ajudava al rei a pujar al seu cavall.
Quan els deu mil van fer la retirada, cap a l'any 401 aC, Tiribazos era sàtrapa d'un lloc indeterminat a l'Àsia Menor a l'oest d'Armènia; els grecs van arribar fins al riu Teleboas, a la frontera dels seus dominis. Tiribazos va anar al seu campament i els va proposar una treva sota la condició de no fer res l'un contra l'altre, i els grecs podrien passar lliurement cap al seu país. Tiribazos els va deixar passar però els vigilava amb l'esperança de sorprendre'ls als passos de les muntanyes; els grecs se'n van adonar i van fer un atac preventiu contra el campament de Tiribazos, i van obligar a fugir les forces perses.
Cap a l'any 393 aC va succeir a Titraustes com a sàtrapa de Sardes o Lídia; en aquest any Antàlcides va ser enviat a negociar una pau entre Esparta i Pèrsia amb la seva mediació. Antàlcides va convèncer a Tiribazos que era convenient per Pèrsia donar suport als lacedemonis i, per tant, en endavant els va donar suport, sense autorització expressa del rei. Potser per això Estrutes (sovint anomenat Estratos pels grecs) el va substituir potser l'any 391 aC, va capgirar la política i va donar suport als atenencs, però el 388 aC ja torna a aparèixer Tiribazos com a sàtrapa de Lídia.
Un cop recuperat el càrrec, va tornar a cooperar amb Antàlcides i segurament el va acompanyar a la cort persa per defensar allí la causa espartana, i a la tornada va convocar un congrés d'estats grecs on va promulgar en nom del rei de Pèrsia la famosa pau d'Antàlcides.
El 386 aC el rei el va nomenar comandant de la flota persa contra Evàgores I de Salamina de Xipre, mentre les forces de terra van quedar sota comandament d'Orontes. Van assetjar Salamina, però els dos generals es van enfrontar i Orontes va acusar Tiribazos, al que van cridar a la cort a respondre de la seva conducta, l'any 385 aC. Segons Diodor de Sicília Tiribazos va ser empresonat a l'espera del retorn d'Artaxerxes de la seva expedició contra els cadusis i en canvi Plutarc diu que va acompanyar al rei en aquesta expedició i que es va destacar en induir als dos reis dels cadusis a enfrontar-se i finalment demanar la pau per separat; en tot cas del relat de Plutarc s'intueix que Tiribazos ja estava en desgràcia i potser únicament es va esperar a la tornada pel seu judici que es va fer davant de tres jutges de gran reputació i considerats imparcials, i influïts sens dubte per una recent sentència que havia causat l'execució d'uns altres jutges per una sentència injusta. Tiribazos va refutar els càrrecs i va resultar honorablement absolt amb l'aprovació d'Artaxerxes, tant per la innocència com pels serveis fets al rei.
Va ascendir en el favor reial fins al punt de què se li va prometre la mà de la princesa Amestris, filla del rei; però el rei va optar finalment per retenir-la i li va prometre a una altra filla més jove, de nom Atossa, que finalment tampoc la hi va donar. Aquestos fets van enfurismar a Tiribazos que va formar aliança amb el príncep Darios, fill d'Artaxerxes, en un complot contra el rei; un eunuc va revelar els plans al rei i es va poder esclafar la conspiració. Darios va ser executat i Tiribazos va oferir una resistència desesperada als guàrdies que l'anaven a agafar i va morir en la lluita d'un cop de llança, diu Plutarc.